# Ḥamza ibn ʿAbd al-Muṭṭalib
Ḥamza ibn ʿAbd al-Muṭṭalib, al-Hāshimī al-Qurashī (in arabo حمزة بن عبد المطلب الهاشمي القرشي‎?; La Mecca, 567 – Uhud, 31 marzo 625), è stato un Ṣaḥāba, zio paterno del profeta Maometto. È considerato il primo martire (shahīd) dell'Islam per essere caduto nel corso della battaglia di Uḥud il 31 marzo 625.

## Biografia
Hamza era lo zio paterno di Maometto, di lui pressoché coetaneo, e fratello consanguineo del padre del profeta, ʿAbd Allāh b. ʿAbd al-Muttalib. Era anche fratello di latte di Maometto, per avere avuto in comune la nutrice Thuwayba.
La sua conversione all'Islam sarebbe stata determinata, almeno inizialmente, da un sentimento di orgoglio familiare, incluso fra le doti che, in epoca preislamica ( jāhiliyya ), erano raggruppate sotto la denominazione di muruwwa.
Sentendo infatti dileggiare in una certa occasione il nipote a causa della sua predicazione monoteistica in una città, Mecca, invece di tenaci sentimenti paganeggianti, Hamza (che s'era distinto fino ad allora quasi unicamente per le sue qualità e la sua passione venatoria) insorse offeso per l'offesa che, portata al suo parente, coinvolgeva però tutto l'intero suo gruppo clanico (Banū Hāshim).
Divenne pertanto musulmano e s'accompagnò da allora al nipote, accrescendo di giorno in giorno la sua fede in lui e nel suo messaggio monoteistico.
Prese parte all'Egira e fu dal nipote affratellato a Zayd ibn Haritha, figlio adottivo del Profeta.
 
Partecipò a tutti i fatti d'arme del primo Islam, e a lui Maometto affidò il comando della prima azione bellica, condotta lungo la costa, nel territorio dei Banu Juhayna. S'illustrò anche nel corso della vittoriosa battaglia di Badr. Nella battaglia di Uhud fu tuttavia colpito dall'abissino Wahshī - uno schiavo di Jubayr ibn Mutʿim, il cui zio Tuʿayma b. ʿAdī era stato ucciso a Badr - abilissimo nello scagliare il suo corto giavellotto che, infatti, lo ferì a morte. 
Sul suo cadavere ancora caldo corse allora Hind, moglie di Abū Sufyān, ansiosa di vendicare la morte del padre Utba, avvenuta nel precedente scontro di Badr. Wahshī estrasse dal cadavere il fegato di Hamza dandolo a Hind, che ne addentò rabbiosamente un lembo per poi sputarlo, guadagnandosi per questo efferato atto il soprannome di Ākilat al-akbād, cioè "Mangiatrice di fegato".